# ベストメディア
株式会社ベストメディアは、ゲームソフトの開発やCD-ROMなどのコンテンツ制作を手がける日本の企業。1977年12月創業。東京都中央区八丁堀に本社がある。
自社でMAスタジオを持つことから、ラジオ番組制作、ナレーター、パーソナリティのプロモーションを始めとする音響編集に関わる広い事業を受けていた。
デジタルの時代になり、映像分野にも精力的に取り組み、企業向け宣伝ビデオやCDカラオケビデオなども初め、現在ではウェブサイトの企画制作を中心に時事通信社の家庭の医学のCD-ROM化など非常に多種の事業を展開している。
2001年よりコンシューマーゲーム業界にも乗り出し、「THE スナイパー」（販売はディースリー・パブリッシャー）は12万本を売り上げた。
2008年に「俺たちのサバゲー PORTABLE」を自社ブランドで発売。本格的にゲーム事業を開始。
2010年1月に「電撃のピロト〜天空の絆〜」を発売。
2010年2月に対戦シリーズ第1弾「対戦リバーシ」をPS Storeで配信開始。
2010年7月に対戦シリーズ第2弾「対戦将棋」を配信開始。
2010年8月に「俺たちのサバゲー VERSUS」を発売。
2010年8月に対戦シリーズ第3弾「対戦チェス」を配信開始。
2011年1月に対戦シリーズ第4弾「対戦銀ダン シューティング」を配信開始。
2011年2月に対戦シリーズ第5弾「対戦チンチロリン」を配信開始。
2011年2月に対戦シリーズ第6弾「対戦潜水艦スイーパー」を配信開始。